# Discopatia cervicale
La discopatia cervicale è un'alterazione del disco intervertebrale, causa comune di dolore al collo, alle spalle e agli arti superiori. Comporta a seconda dei casi irritazione dei nervi interessati o altri danni anche di natura vascolare.

## Sintomatologia
Frequenti in questo caso, dolore cervicale (che sotto sforzo peggiora), rigidità, e una limitazione dei vari movimenti del collo.
In caso  di compressione delle varie radici nervose tale dolore può anche raggiungere la spalla o il braccio.
La rotazione  e l'estensione laterale del collo diminuiscono, si mostra il  segno di Spurling.

## Eziologia
Nei soggetti più anziani la compressione acuta delle radici nervose cervicali la si ritrova per la maggior parte dei casi a causa di un trauma fisico, mentre più raramente è dovuta alla radicolopatia subacuta, che può associarsi sia a spondilosi che a discopatia (ernia del disco o protrusione).